# جامعة إنجلترا الجديدة
جامعة إنجلترا الجديدة (ج إ ج) هي جامعة أسترالية عمومية بها تقريبا 18,000 طالب في التعليم العالي.